# Jack Cassidy
Pour les articles homonymes, voir Cassidy.
Jack Cassidy est un acteur américain né le 5 mars 1927 à New York (États-Unis), mort le 12 décembre 1976 à West Hollywood (Californie).

## Biographie
Jack Cassidy naît le 5 mars 1927 à Richmond Hill dans l'État de New York sous le nom de John Joseph Edward Cassidy. Son père William Cassidy est d’origine irlandaise et sa mère Charlotte Koehler d'origine allemande.
Il débute au théâtre en 1946 avec Orson Welles dans Around the world d'après Jules Verne. Ses plus grands succès furent à Broadway où il joua notamment dans Alive and Kicking, Wish You Were Here, Shangri-La, Maggie Flynn, Fade Out - Fade In, It's a Bird... It's a Plane... It's Superman, et She Loves Me pour lequel il reçut un Tony Award.
Il est très connu en France pour son interprétation à trois reprises du meurtrier dans la série Columbo (Ken Franklin dans Le livre témoin, Riley Greenleaf dans Édition tragique et Le Grand Santini dans Tout n'est qu'illusion, sorti aux États-Unis le 29 février 1976, quelques mois avant sa mort, et diffusée en France sur TF1 le 4 décembre 1976).
Jack Cassidy a d'abord été marié avec l'actrice Evelyn Ward de 1948 à 1956 avec qui il a eu un fils, David, et une seconde fois avec Shirley Jones de 1956 à 1974, de qui il a eu trois autres fils : Shaun, Patrick, et Ryan. Il est également le grand-père de l'actrice Katie Cassidy qui est la fille de David.
Il reçoit deux Emmy Awards : en 1968 pour He & She et en 1971 pour The Andersonville Trial.
Il connaît une mort tragique : il meurt dans l'incendie de son appartement à Hollywood survenu pendant son sommeil, le 12 décembre 1976. La police et les pompiers concluent à un accident provoqué par une cigarette restée allumée. Il avait 49 ans.

## Filmographie

### Au cinéma
- 1961 : Look in Any Window : Gareth Lowell
- 1962 : Les Liaisons coupables (The Chapman Report) : Ted Dyson
- 1963 : FBI Code 98 (en) de Leslie H. Martinson : Walter Macklin
- 1970 : Cockeyed Cowboys of Calico County (en) d'Anton Leader (de) et Ranald MacDougall : Roger Hand
- 1971 : Bunny O'Hare : lieutenant Greeley
- 1975 : La Sanction (The Eiger Sanction) : Miles Mellough
- 1976 : W.C. Fields et moi (W.C. Fields and Me) d'Arthur Hiller : John Barrymore
- 1977 : The Private Files of J. Edgar Hoover de Larry Cohen : Damon Runyon

### À la télévision
- 1962 : Mister Magoo's Christmas Carol : Bob Cratchit (voix)
- 1964 : Famous Adventures of Mr. Magoo (série) (voix)
- 1967 : He & She (série) : Oscar North (voix)
- 1968 : Ma Sorcière bien-aimée : Rance Butler (saison 5, épisode 2 "Le baiser rédempteur")
- 1969 : Ma Sorcière bien-aimée : George Dinsdale (saison 6, épisode 26 "Quand l'amour condamne")
- 1970 : The Andersonville Trial (en) : Otis Baker
- 1970 : George M! : Jeremiah "Jerry" Cohan
- 1971 : Ma Sorcière bien-aimée : Harrison Woolcott (saison 8, épisode 17 "La Fortune pour Serena")
- 1971 : The Powder Room
- 1971 : Columbo : Le Livre témoin (Murder by the Book) (série) : Ken Franklin
- 1972 : Your Money or Your Wife : Josh Darwin, the TV Producer
- 1972 : Mission impossible saison 6, épisode 21: Casino : Orin Kerr
- 1973 : A Time for Love : Tom Pierson
- 1974 : Columbo : Édition tragique (Publish or Perish) (série) : Riley Greenleaf
- 1974 : June Moon : Paul Sears
- 1974 : The Phantom of Hollywood : Otto Vonner / Karl Vonner
- 1974 : Sin, American Style : Danny Holliday
- 1975 : Death Among Friends : Chico Donovan
- 1975 : Knuckle
- 1976 : Columbo : Tout n'est qu'illusion (Now You See Him...) (série) : Le Grand Santini
- 1977 : Benny and Barney: Las Vegas Undercover : Jules Rosen